# محمد القحطاني (لاعب كرة قدم مواليد مارس 2002)
محمد سعد القحطاني، لاعب كرة قدم سعودي، يلعب في الوسط في نادي أبها.

## مسيرة اللاعب
بدأ في الفئات السنية في نادي أبها و احترف في اليونان في نادي أولمبياكوس ب و عاد بعدها إلى نادي أبها.